# Čechy, Nové Zámky
Čechy este o comună slovacă, aflată în districtul Nové Zámky din regiunea Nitra. Localitatea se află la altitudinea de 162 m deasupra n.m., se întinde pe o suprafață de 11,85 km2 și în 2017 număra 300 de locuitori.

## Istoric
Localitatea Čechy este atestată documentar din 1419.

## Demografie
| An:                | 1994 | 2004   | 2014   | 2024    |
| ------------------ | ---- | ------ | ------ | ------- |
| Număr de persoane: | 323  | 335    | 313    | 271     |
| Diferență:         |      | +3,71% | −6,56% | −13,41% |

| An:                | 2023 | 2024   |
| ------------------ | ---- | ------ |
| Număr de persoane: | 274  | 271    |
| Diferență:         |      | −1,09% |